# VFA-122
Escadron de chasseurs d'attaque 122
Le Strike Fighter Squadron 122 ou VFA-122, connu sous le nom de "Flying Eagles", est un escadron de remplacement de l'United States Navy (Fleet Replacement Squadron (FRS) qui a été établi le 15 janvier 1999 au Naval Air Station Lemoore, en Californie.

## Historique
Il y a eu deux escadrons distincts de l'US Navy connus sous le nom de "Flying Eagles". Le premier a été créé le 25 mai 1950 sous le nom de VC-35, plus tard renommé VA(AW) -35 (1956), puis VA-122 (U.S. Navy) (en) (1959) et a été supprimé le 31 mai 1991. 

Le 15 janvier 1999, un nouvel escadron "Flying Eagles"" a été créé sous le nom de 'Strike Fighter Squadron 122 (VFA-122), le premier escadron à exploiter le F/A-18E/F Super Hornet''.
Le 1er octobre 2010, le VFA-125 (le «legacy» F/A-18 Hornet FRS également stationné au NAS Lemoore a été désactivé et les avions et le personnel de l'escadron ont été absorbés par le VFA-122. La fusion visait à réduire les coûts administratifs et à rationaliser la production en prévision de la suppression progressive du F/A-18 Hornet par le Super Hornet et le F-35 Lightning II dans les années à venir. L'escadron fusionné a conservé l'insigne Flying Eagles et les Rough Raiders du VFA-125 ont été désactivés le 1er octobre 2010.